# Moval
Moval foi uma antiga comuna francesa na região administrativa de Borgonha-Franco-Condado, no departamento do Território de Belfort. Estendia-se por uma área de km², com 252 habitantes, segundo os censos de 1999, com uma densidade de 253 hab/km².
Em 1 de janeiro de 2016, foi incorporada ao território da nova comuna de Meroux-Moval.